# Cascades Berlin
Les cascades Berlín són unes cascades que es troben a la província de Mpumalanga, Sud-àfrica. Estan situades a prop de l'escarpat God's Window, de les cascades Tugela, i de les cascades més altes de la província de Mpumalanga, les cascades Lisboa.
Les cascades Berlín, que formen part del Canó del riu Blyde de la Ruta Panorama, són una de les nombroses cascades que es poden trobar a la regió de Sabie; les altres són les cascades Horseshoe, les cascades Lone Creek, les cascades Bridal Veil, les cascades Mac-Mac, i la cascades més altes de Mpumalanga, les cascades Lisboa, de 90 m d'altura 

## Etimologia
Les cascades van ser nomenades pels minaires alemanys durant la febre de l'or al Transvaal del 1886, que van nomenar els llocs amb els noms de les ciutats i llocs del seu país d'origen. Les cascades Berlin van ser nomenades per la capital d'Alemanya.

## Descripció

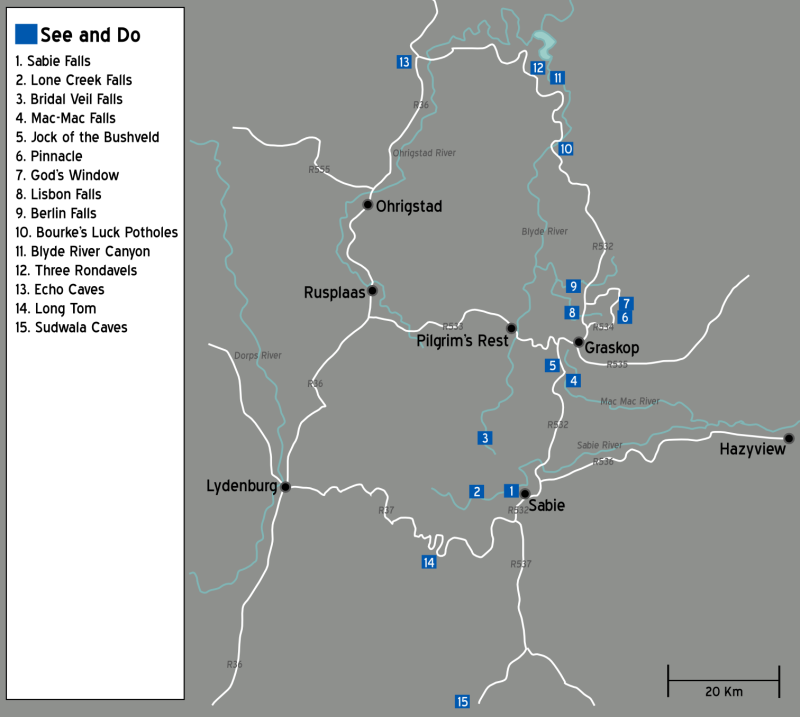
Punts d'interès de la Ruta Panorama (cascades Berlin al número 9)

Les cascades es troben al riu Sabine i l'aigua cau des del centre d'un cingle d'aproximadament 80 m d'altura, abocant-se a una conca circular flanquejada pel cingle vermell.
La forma de les cascades s'assembla a una espelma gegant. Un canal estret i natural a la part superior de les cascades crea la «metxa» de l'espelma i, a mesura que l'aigua cau des d'aquest punt, es va creant la resta de l'espelma abans de caure cap a la piscina de la base de la cascada.
Els visitants de les cascades Berlín poden explorar la zona a peu, gaudir d'un pícnic al voltant de les cascades i, fins i tot, prendre un bany a la piscina de la base de les cascades. Es pot veure la Blyde River Protea (Protea laetans) una planta endèmica d'aquesta zona. Els aficionats als ocells poden gaudir de les nombroses espècies d'ocells que es poden trobar a la regió de Mpumalanga. Es recomana portar binocles i els llibres d'identificació d'ocells de la zona.